# Astrid Lulling

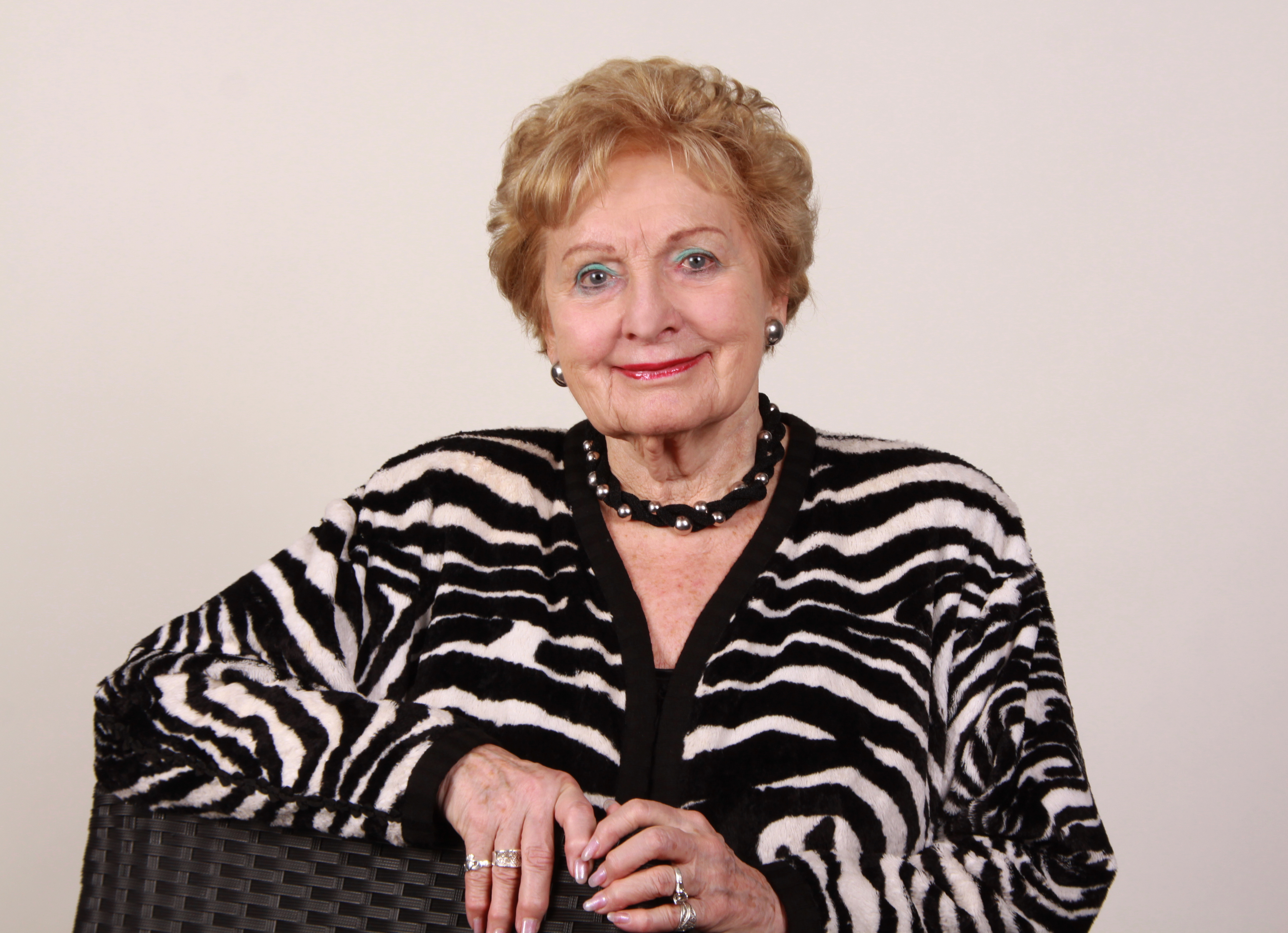
Astrid Lulling

Astrid Lulling (Schifflange, 11 juni 1929) is een Luxemburgs politica.

## Opleiding en vroege carrière
Astrid Lulling studeerde tussen 1953 en 1955 economie in Saarbrücken. Van 1949 tot 1963 was zij secretaris van het Lëtzebuerger Arbechter-Verband (Luxemburgs Arbeidersverbond), een Luxemburgse socialistische vakbond.

## Politieke carrière
Astrid Lulling was niet alleen actief binnen de vakbeweging, maar ook in de politiek. Lulling is lid van de sociaaldemocratische Lëtzebuerger Sozialistesch Aarbechterpartei (Luxemburgse Socialistische Arbeiderspartij). Van 1963 tot 1971 was ze voorzitster van de Sozialistesche Fraen (Socialistische Vrouwen). Van 1965 tot 1974 zat ze voor de LSAP in het Europees Parlement. Van 1970 tot 2000 was ze tevens lid van de gemeenteraad van Schifflange (Zuid-Luxemburg) en gedurende vijftien jaar burgemeester van die gemeente (1970-1985).

## Medeoprichter van deSozialdemokratesch Partei vu Lëtzebuerg
Astrid Lulling was in 1971 medeoprichter (samen met o.a. Henry Cravatte) van de Sozialdemokratesch Partei vu Lëtzebuerg (Sociaaldemocratische Partij van Luxemburg), een afscheiding van de LSAP. Van 1971 tot 1982 was ze lid van het bestuur van de SDP. Astrid Lulling werd in 1974 in de Kamer van Afgevaardigden (Luxemburgs parlement) gekozen. Zij bleef dit tot 1979. Lulling was fractievoorzitster van de SDP-fractie in de Kamer. In 1984 verliet ze de PSD en sloot zich aan bij de Chrëschtlech Sozial Vollekspartei (Christelijk Sociale Volkspartij). Voor deze partij werd ze in de Kamer van Afgevaardigden (Luxemburgs parlement) gekozen. Sinds 1984 is ze lid van het Nationaal Christelijk Sociaal Vrouwencomité.

## Europees politica
Astrid Lulling werd in 1989 opnieuw in het Europees Parlement gekozen. Ze bleef in het Europees Parlement tot 2014.

## Onderscheidingen
- Commandeur de l'Ordre de la République Italiënne
- Grand Officier l'Ordre de Mérite du Grand-Duché de Luxembourg
- Grootofficier Orde van de Eikenkroon